# خشونت علیه زنان در مالزی
خشونت علیه زنان در مالزی (انگلیسی: Violence against women in Malaysia) از اوایل دهه ۱۹۸۰ بیشتر مورد توجه قرار گرفته‌است. فعالان زن در این کشور گرد هم آمدند تا علیه خشونت علیه زنان فعالیت‌هایشان را سازماندهی کنند. هدف آنها ایجاد جامعه ای عاری از خشونت بود. خشونت فیزیکی و جنسی علیه زنان می‌تواند به اشکال گوناگونی مانند خشونت خانگی، خشونت جنسی و خشونت عاطفی رخ دهد. در مالزی، ادارات دولتی و سازمان‌های غیردولتی مانند وزارت زنان، توسعه خانواده و جامعه و سازمان کمک به زنان در این مورد کمک می‌کنند.

## خشونت خانگی
خشونت خانگی که با عنوان خشونت شریک صمیمی (IPV) نیز شناخته می‌شود، به هر رفتاری از سوی شریک یا همسر فعلی یا سابق گفته می‌شود که باعث آسیب جسمی، جنسی یا روانی شود. مطالعه‌ای که توسط دانشگاه علوم مالزی (کانیتا) در سال ۲۰۱۴ انجام شد، نشان می‌دهد که ۹ درصد از زنان خشونت خانگی را در مقطعی از زندگی خود تجربه کرده‌اند. آمار سازمان کمک به زنان در مورد خشونت علیه زنان نشان می‌دهد که خشونت خانگی از سال ۲۰۰۰ تا ۲۰۱۸ افزایش یافته‌است. در سال ۲۰۰۰، حدود ۳۴۶۸ مورد خشونت خانگی ثبت شده‌است. در سال ۲۰۱۸، این تعداد به ۵۵۱۳ افزایش یافت سومیترا ویسواناتان، مدیر اجرایی سازمان کمک به زنان (WAO) پیشنهاد کرد که اصول بنیادی در مالزی باید در این زمینه تقویت شود و آن را به عنوان یک جنایت جدی برای کاهش تلفات ناخواسته تلقی کرد.

## ختنه زنان
ختنه کردن اندام تناسلی زنان، همچنین به عنوان بریدن آلت زنانه، (berkhatan) در مالزی انجام می‌شود. در سال ۲۰۰۹، کمیته فتوای شورای ملی امور مذاهب اسلامی اعلام کرد که ختنه جنسی برای همه زنان مسلمان اجباری و واجب است. بریدن آلت زنانه عملی است که موضوع سیاست جدی عدم تحمل سازمان بهداشت جهانی (WHO) بوده‌است.
موضوع چنین قانونگذاری به عنوان «گامی به عقب» در مبارزه برای حقوق زنان تلقی می‌شود. از لحاظ تاریخی، عمل ختنه جنسی با ظهور اسلام و روش‌های ختنه جنسی عمیقاً با اسلام، مفاهیم دین پاکی بدن در مالزی و قومیت مالایی مرتبط است. در مالزی، افراد کمی اطلاعات خاصی دارند و نگرانی کمی در مورد عمل ختنه زنان در مالزی دارند. مطالعه ای که در سال ۲۰۱۲ توسط مزنه داهلویی، دانشیار دپارتمان پزشکی اجتماعی دانشگاه مالایا انجام شد، نشان داد که ۹۳ درصد از زنان مسلمان مورد بررسی ختنه شده بودند. اکثر زنان مسلمان به دلایل مذهبی ختنه می‌شوند. نظرسنجی اخیر سالها خالد و همکاران در سال ۲۰۱۶ از ۴۰۲ زن مالایی-مسلمان نشان داد که تنها ۴ درصد - ۱۶ زن از ۴۰۲ زن - «ختنه نشده‌اند». در سال‌های اخیر، درخواست‌های فزاینده‌ای از سوی سازمان‌هایی مانند سازمان ملل برای لغو شیوه‌های بریدن آلت زنانه (FGM) در مالزی وجود دارد. یکی از این موارد مربوط به کمیته کنوانسیون رفع همه اشکال تبعیض علیه زنان (CEDAW) بود که از حکومت مالزی خواست تا به اعمال ختنه زنان پایان دهد. با این حال، برخی از این رویه دفاع کردند و گفتند که لغو کامل ختنه زنان در مالزی از نظر فرهنگی مورد توجه نیست و استدلال می‌کنند که «ختنه جنسی زنان در شمال مالزی با ختنه زنان در جاهای دیگر یکسان نیست».

## تجاوز جنسی
از سال ۲۰۰۰ تا ۲۰۰۷، موارد تجاوز جنسی در تمام ۱۵ ایالت مالزی از ۱۲۱۷ به ۳۰۹۸ مورد افزایش یافته‌است. در میان تمام ۱۵ ایالت مالزی، ایالت جوهور بیشترین موارد تجاوز جنسی را تا می ۲۰۱۷ داشته‌است بر اساس آمار منتشر شده توسط مرکز زنان پنانگ برای تغییر، هر ۳۵ دقیقه یک زن در مالزی مورد تجاوز جنسی قرار می‌گیرد. در مالزی، بند ۳۷۶ قانون جزا بیان می‌کند که هر کس مرتکب تجاوز به عنف شود به مدت بیست سال حبس و به مجازات شلاق محکوم می‌شود.

### تجاوز زناشویی
تجاوز زناشویی از نظر قانونی به رسمیت شناخته نشده‌است، اما بخش جدید 375A بیان می‌کند که هر شوهری که برای برقراری رابطه جنسی مرتکب تهدید یا صدمه به همسر خود شود، برای مدتی مجازات خواهد شد که ممکن است این مجازات تا پنج سال حبس باشد. با این حال، تجاوز زناشویی در مالزی جرم انگاری نشده‌است. از آنجایی که تجاوز جنسی در مالزی به عنوان جرم شناخته نمی‌شود، دسترسی زنان به عدالت دشوار است. در گزارش WAO با عنوان "چشم انداز خشونت خانگی" که در روز جهانی زن در ۸ مارس منتشر شد، این سازمان غیردولتی گفت که تجاوز جنسی حتی اگر در یک ازدواج اتفاق افتاده باشد، جرم است. در این گزارش اشاره شده‌است که کمیته سازمان ملل متحد در مورد کنوانسیون رفع همه اشکال تبعیض علیه زنان، از سال ۲۰۰۶، از دولت مالزی خواسته‌است تا تجاوز جنسی را جرم انگاری کند.